# 海南駅
海南駅（かいなんえき）は、和歌山県海南市名高にある、西日本旅客鉄道（JR西日本）紀勢本線（きのくに線）の駅である。事務管コードは▲622088。
海南市の代表駅である。特急「くろしお」を含むすべての定期列車が停車する。

## 歴史
日方地域に最初に出来た駅はこの駅ではなく野上軽便鉄道（後の野上電気鉄道）の日方駅（）である。「日方駅」は野上軽便鉄道の日方駅から野上駅（後に紀伊野上駅に改称）までの開通と共に1916年（大正5年）に開業した。日方地域に次にできた駅がこの駅で、旧来からの「日方駅」とは場所が異なる。
当駅は1924年（大正13年）2月、国鉄・紀勢西線の最初の開通区間として和歌山駅（現在の紀和駅）から東和歌山駅（現在の和歌山駅）を経て箕島駅までが開通したと同時に、紀勢西線の日方町駅（）として開業した。「日方駅」は当駅の北東に位置していた。国鉄側からの要請で「日方駅」の構内に当駅へ接続するためのホーム（連絡口駅）が設けられた時期は後のことである。「日方駅」のホームに入る手前で列車はこのホームに停車、国鉄線に乗り換える人が下車した。
1934年（昭和9年）に海南市が発足したことを受け、1936年（昭和11年）に日方町駅が海南駅（）に改称した。1959年（昭和34年）には今の紀勢本線が全通し、亀山駅と和歌山駅（現在の紀和駅）の間が紀勢本線とされている。1994年（平成6年）には野上電気鉄道が全線廃止となり、日方駅は姿を消した。1998年（平成10年）の海南駅高架化まで野上電鉄が存続していれば、日方駅は海南駅東口に移設される予定であったが実現しなかった。
| ← 新宮方面 | 地上時代の日方駅との位置関係（1992年） | → 和歌山方面 |
|            | ↓ 登山口方面                           |              |
| 凡例 出典: |                                        |              |

### 年表
- 1916年（大正5年）2月4日：野上軽便鉄道（後の野上電気鉄道）が日方駅から野上駅（後に紀伊野上駅に改称）まで開通し「日方駅」（）が開業する。
- 1924年（大正13年）2月28日：国鉄紀勢西線の日方町駅（）が日方駅の南西に開業する[1][5]。
- 1928年（昭和3年）9月10日：野上軽便鉄道が野上電気鉄道に社名を変更する。
- 1929年（昭和4年）6月1日：京阪電気鉄道和歌山線（後の南海和歌山軌道線）内海駅（後の海南駅前駅）が開業する。
- 1936年（昭和11年）7月1日：日方町駅が海南駅（）に改称となる[5]。
- 1959年（昭和34年）7月15日：現在の紀勢本線が全通、紀勢本線所属となる[1]。
- 1971年（昭和46年）1月10日：南海和歌山軌道線海南駅前駅 - 和歌浦口駅間廃止。
- 1984年（昭和59年）2月1日：貨物の取り扱いを廃止[5]。
- 1985年（昭和60年）3月14日：ダイヤ改正に伴い、特急「くろしお」の一部の列車の停車駅となる。荷物扱い廃止[5]。
- 1987年（昭和62年）4月1日：国鉄分割民営化によりJR西日本の駅となる[1][5]。
- 1994年（平成6年）4月1日：野上電気鉄道の全線（日方駅から登山口駅）が廃止となり「日方駅」も廃止される。
- 1998年（平成10年）10月10日：高架化[6]。2面3線から2面4線となる[6]。
- 1999年（平成11年）3月31日：駅レンタカー営業終了[7]。
- 2005年（平成17年）3月1日：ダイヤ改正に伴い、「くろしお」系統（「オーシャンアロー」2往復を除く）の全列車が停車。
- 2011年（平成23年）3月12日：ダイヤ改正に伴い、「オーシャンアロー」と「スーパーくろしお」の運用差し替えにより、速達タイプのオーシャンアローの一部が停車するとともに一部の「スーパーくろしお」が通過となる。
- 2012年（平成24年）
  - 3月17日：ダイヤ改正に伴い、きのくに線系統の特急列車の名前が「くろしお」に統一され、すべての特急が停車するようになる。
  - 6月1日：地区駅長制度導入により管理駅から外れ、地区駅長が配置される。
- 2015年（平成27年）
  - 8月22日：自動改札機使用開始。
  - 8月30日：ICカード「ICOCA」の利用が可能となる。
- 2016年（平成28年）3月9日：セブン-イレブン ハートインJR海南駅改札口店が開業。
- 2019年（平成31年）
  - 3月8日：みどりの窓口の営業を終了[8]。
  - 3月9日：みどりの券売機プラスの営業を開始[8]。

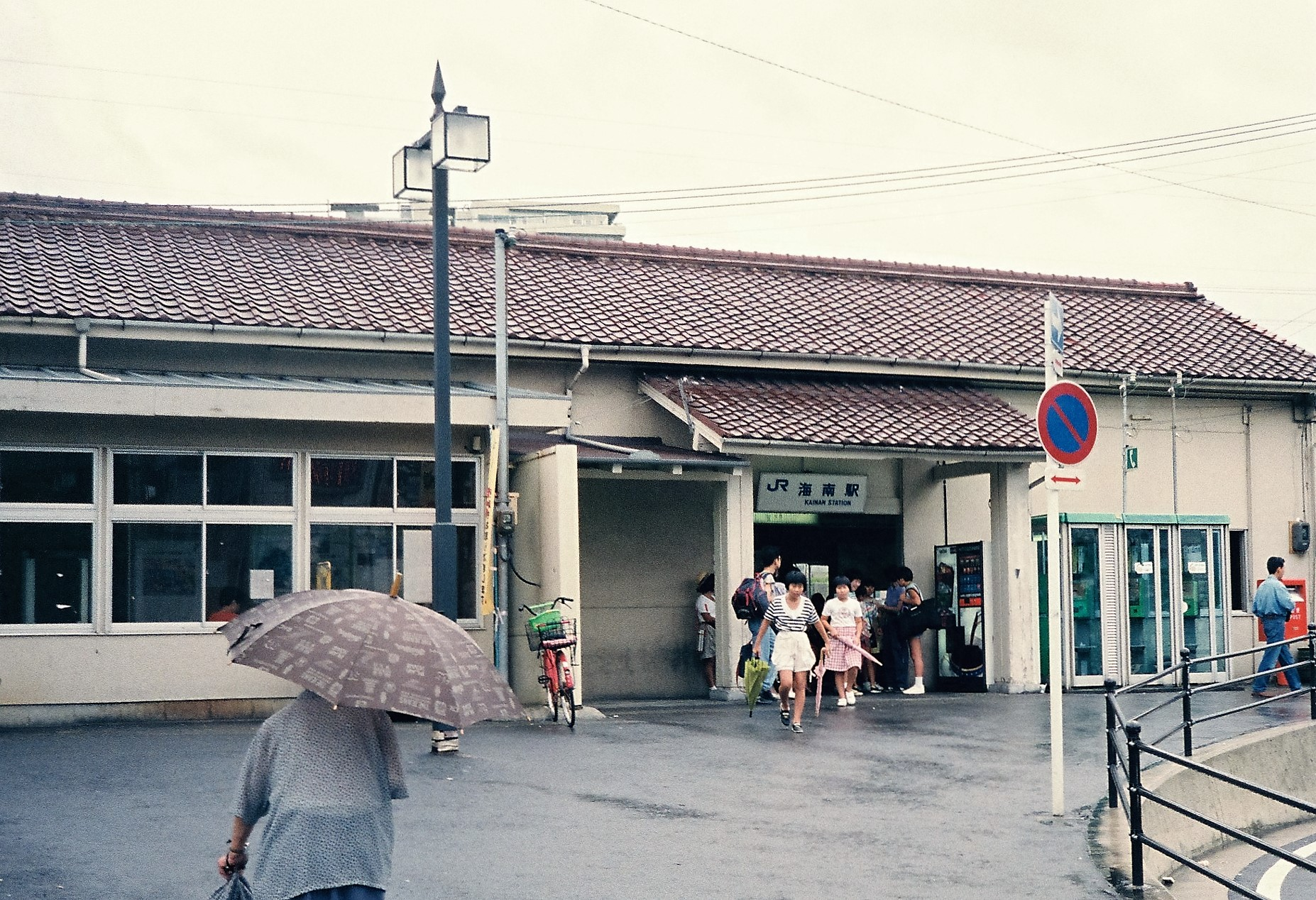
高架化前の旧駅舎（1992年8月）

## 駅構造
島式ホーム2面4線の待避設備を有する高架駅である。上り本線が先に高架新線に切り替わり、下り本線の工事完成を待って1998年に高架駅となった。駅舎は高架下に位置している。
直営駅であり、和歌山駅（管理駅）傘下の地区駅として地区駅長が配置されていた。かつては管理駅として広川ビーチ駅 - 黒江駅間の各駅を管理していた。
駅構内はエスカレータ・エレベータが設置されている。コンコースにキヨスク売店を改装増床のうえ2016年に開店した「セブン-イレブン ハートイン」がある。みどりの窓口の向かいに観光案内所と物産店を兼ねた海南市物産観光センターがある。自動体外式除細動器（AED）が設置されている。「こども110番の駅」にも指定されている。西口外壁面と改札内にそれぞれトイレが設置されている。

### のりば
| のりば | 路線       | 行先                       |
| ------ | ---------- | -------------------------- |
| 1・2   | きのくに線 | 和歌山・天王寺・新大阪方面 |
| 3・4   | きのくに線 | 御坊・白浜・新宮方面       |

- 上表の路線名は旅客案内上の名称（愛称）で表記している。
- 内側の2線（2番・3番のりば）が本線、外側の2線（1番・4番のりば）が副本線（待避線）である。原則として本線が使われる。当駅始発・和歌山方面行きは配線の都合上1番のりばを使用する。
- 朝ラッシュ時には、和歌山方面への当駅始発の特急・快速・普通が設定されている。
- ダイヤ改正毎で状況に変化があるが、御坊方面に特急列車と普通列車の相互接続が設定されたり、早朝の和歌山方面普通列車が当駅始発の特急列車に接続する（本線停車中の普通列車が信号待ちを行い副本線（待避線）停車中の特急列車が先に発車）ことがある（2015年（平成27年）3月14日改正のダイヤでは御坊方面行きのみ、臨時で特急を先に通す列車の設定があった）。

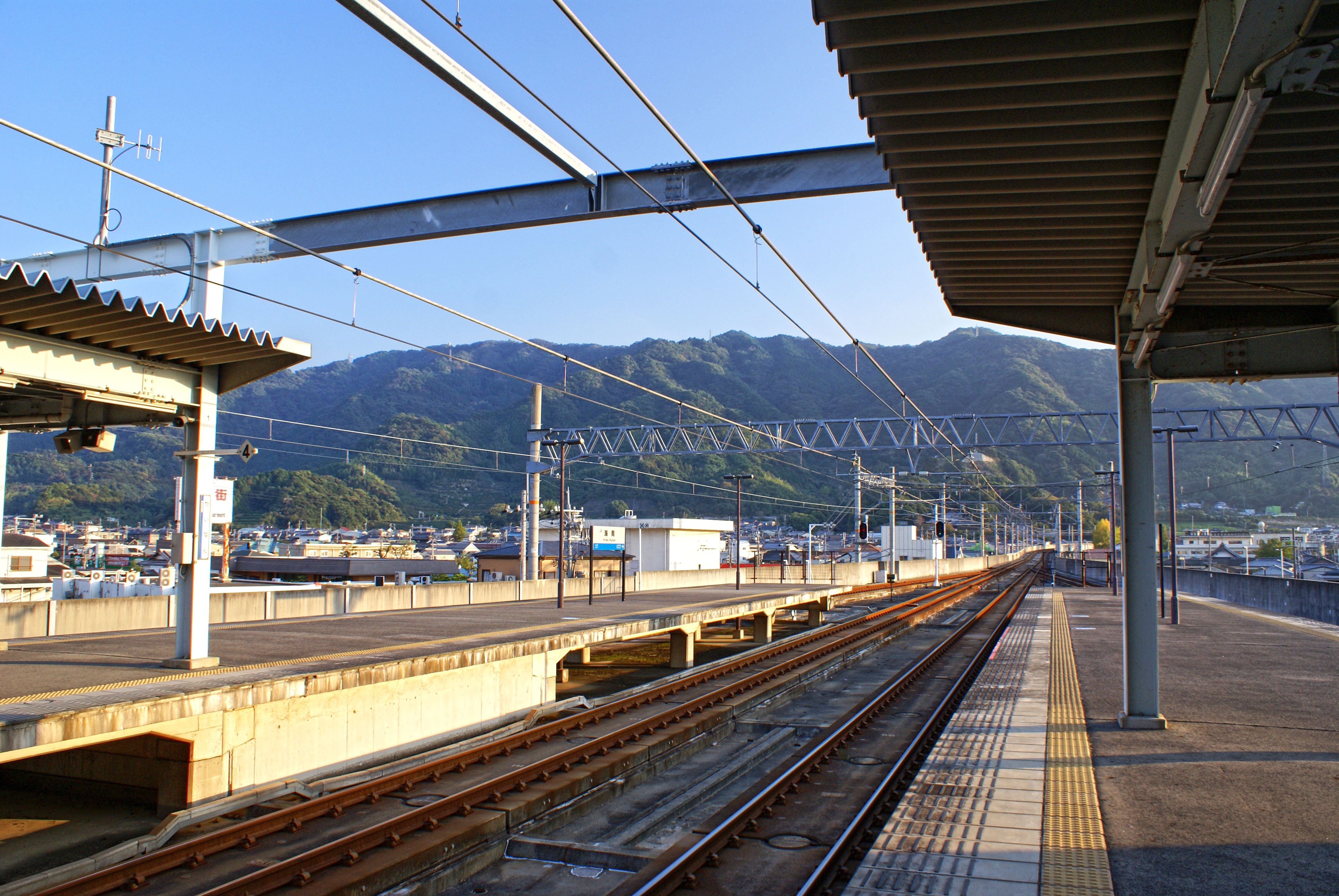
ホーム（2006年11月）

## 利用状況
海南市中心部のやや東側にあり利用者が多い。きのくに線の駅としては、和歌山駅に次いで利用者が多い。
各年度の1日平均乗車人員は以下の通りである。
| 年度   | 1日平均 乗車人数 |
| ------ | ---------------- |
| 1998年 | 3,591            |
| 1999年 | 3,459            |
| 2000年 | 3,345            |
| 2001年 | 3,278            |
| 2002年 | 3,239            |
| 2003年 | 3,155            |
| 2004年 | 3,101            |
| 2005年 | 3,023            |
| 2006年 | 3,053            |
| 2007年 | 3,047            |
| 2008年 | 3,042            |
| 2009年 | 2,938            |
| 2010年 | 2,894            |
| 2011年 | 2,938            |
| 2012年 | 3,042            |
| 2013年 | 3,113            |
| 2014年 | 2,956            |
| 2015年 | 3,014            |
| 2016年 | 2,991            |
| 2017年 | 2,965            |
| 2018年 | 2,895            |
| 2019年 | 2,802            |
| 2020年 | 2,166            |
| 2021年 | 2,126            |
| 2022年 | 2,237            |

## 駅周辺
海南市中心部のやや東側にある。出入口は東西にあり、中心部に近い西口側には駅前広場やバスターミナルが整備されるなど発展している。これは地上駅時代にはこちら側にのみ駅舎が有ったことによる。一方、東口は宅地や小規模農地などが雑然と入り混じり駅前の整備が遅れていたが、近年整備事業が開始され、2012年3月に駅前広場が供用開始されている。
- 海南警察署
- 海南警察署海南駅前交番
- 海南医療センター
- 海南市立第三中学校
- 海南市立海南中学校
- 海南市立日方小学校
- 海南市立内海小学校
- 海南名高郵便局
- 海南大野郵便局
- 紀陽銀行海南駅前支店
- シーサイド海南（複合商業施設）
- ホテルルートインGrand海南駅前

## バス路線
- 和歌山バス
  - 南海和歌山市駅行
  - JR和歌山駅行
  - マリーナシティ行
- 大十バス
  - 登山口行＜紀美野町方面＞

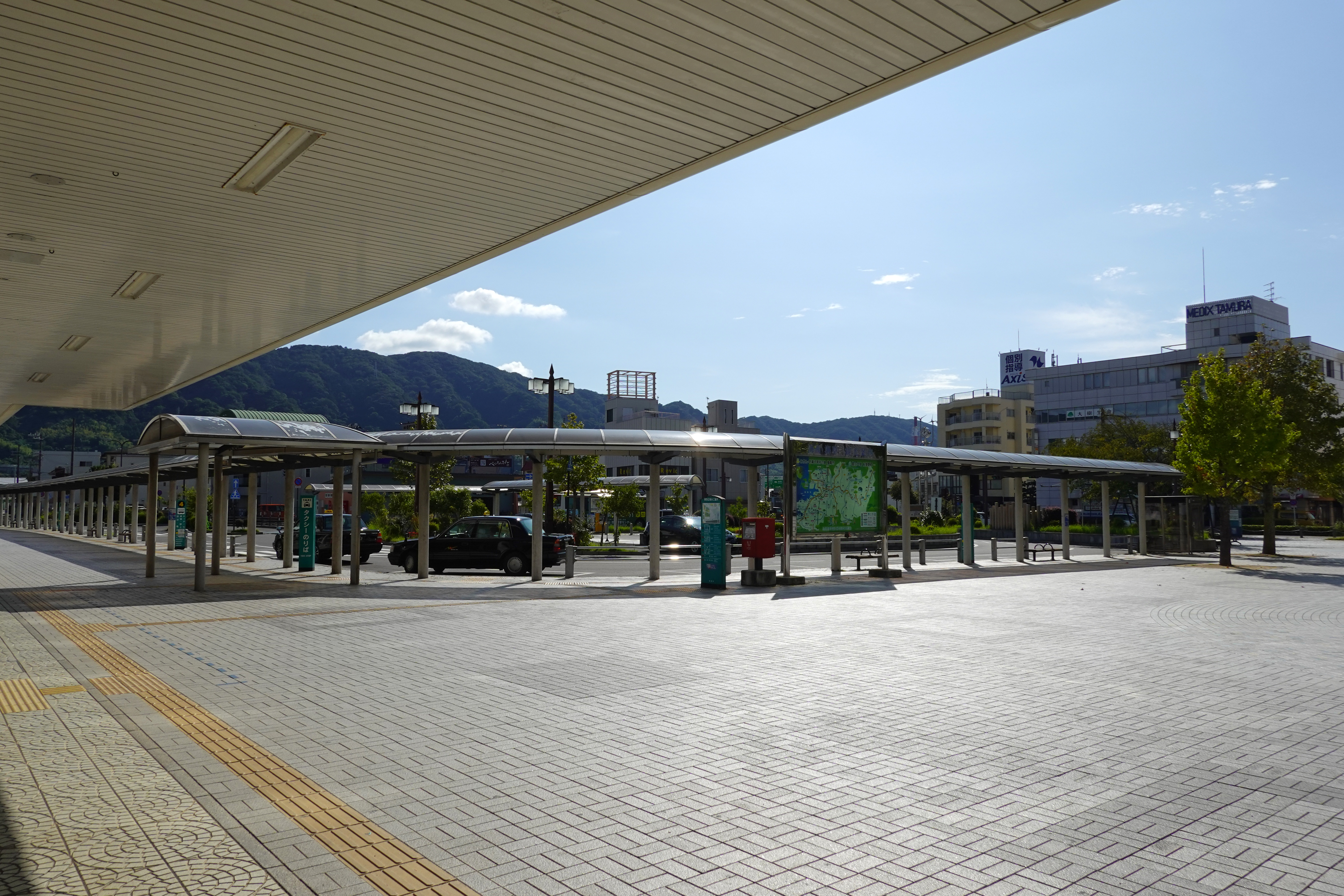
西口のバス、タクシー乗り場（2024年10月）

  - 高野マリンライナー 高野山奥の院行き（季節限定で土日祝運行）
- 有田鉄道（平日運行）
  - 和歌山市駅前行
  - 川原河（美山）行＜有田川町（旧吉備町）・日高川町（旧美山村）方面＞
- 海南市コミュニティバス
- 明光バス・西武観光バス（共同運行）
  - 大宮営業所行 ＜神奈川県・東京都・埼玉県方面＞

かつては定期観光周遊バスが発着があった。

## その他

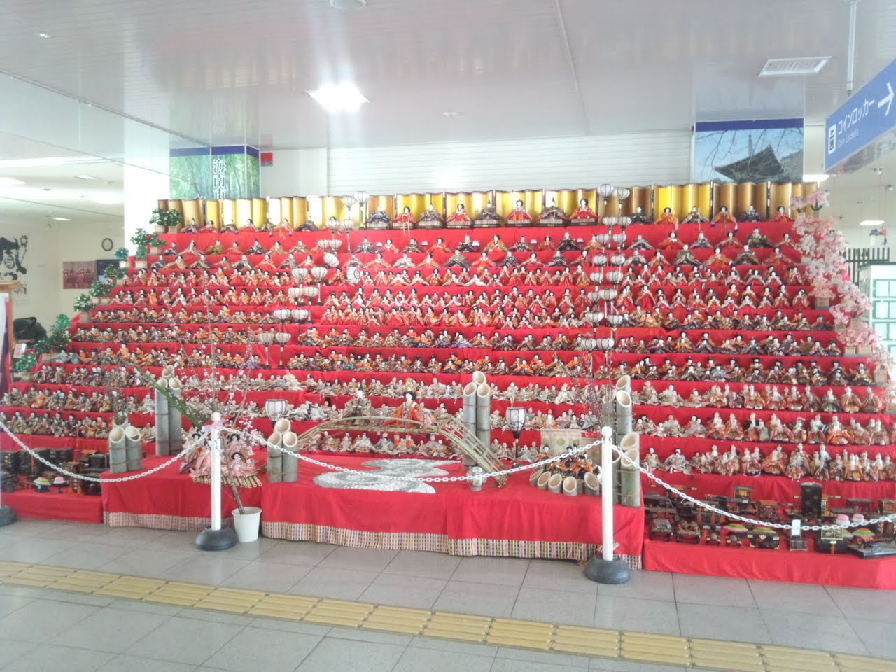
駅改札外に展示される雛人形と大雛壇（2013年3月）

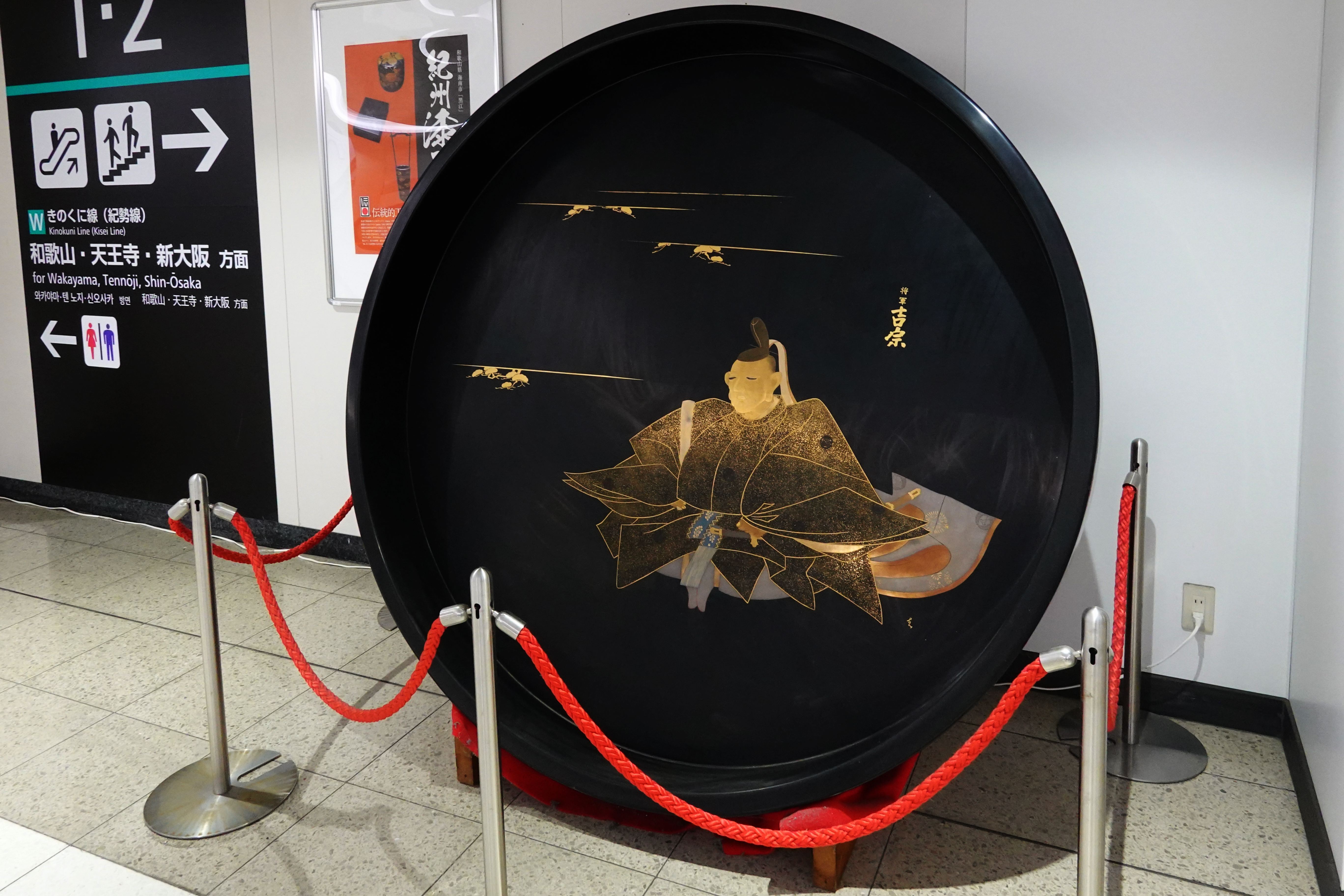
駅改札内に展示される紀州漆器の作品（2024年10月）

- 紀三井寺の観桜など行楽期を中心に紀州路快速が「ぶらり海南」や「紀三井寺桜まいり号」として当駅まで延長運転されることがあった。
- 第1回近畿の駅百選に選定されている。
- 毎年、2月中旬から3月にかけて、雛人形の大雛壇が展示されていた。
- 1992年より毎年8月のお盆に西側駅前周辺道路を用い「ふるさと海南まつり」を開催する。
- 紀州漆器の職人により製作された漆塗りの駅名板が、駅出入口付近に設置されている。

## 隣の駅
西日本旅客鉄道（JR西日本）
 きのくに線（紀勢本線）
- 特急「くろしお」停車駅

■快速
加茂郷駅 - 海南駅 - 黒江駅
■普通（阪和線内で直通快速または紀州路快速となる列車を含む）
冷水浦駅 - 海南駅 - 黒江駅

### かつて存在した路線
南海電気鉄道
和歌山軌道線
野上電車前駅 - 海南駅前駅